# 布鲁凯朗
布鲁凯朗（法語：Brouqueyran，法語發音：[bʁukeʁɑ̃]）是法国吉伦特省的一个市镇，属于朗贡区。

## 地理
布鲁凯朗（44°29'2"N, 0°10'30"W）面积5.66 平方千米，位于法国新阿基坦大区吉倫特省，该省份为法国西南部沿海省份，是法國本土面积最大的省，北起滨海夏朗德省，西临大西洋，南至朗德省，东南接洛特-加龍省，东临多爾多涅省。
与布鲁凯朗接壤的市镇（或旧市镇、城区）包括：夸梅尔、欧罗斯、巴扎斯、贝尔泰、卡扎茨、拉多斯。

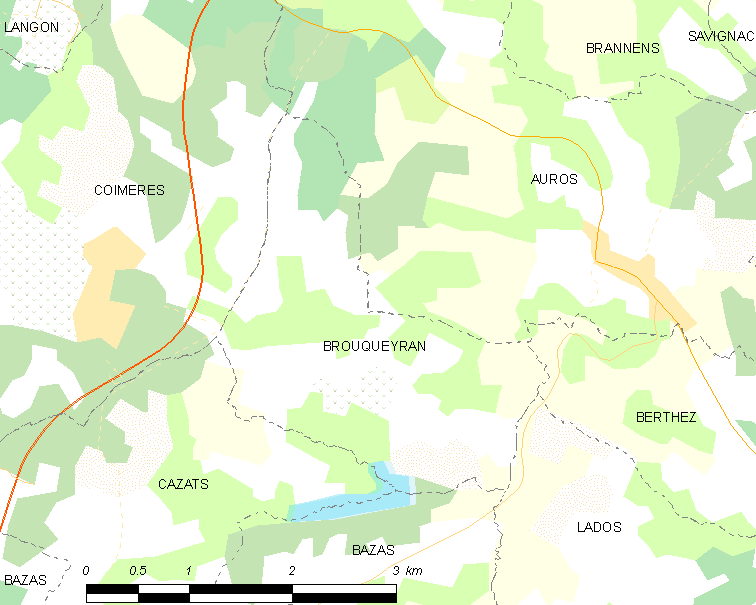
布鲁凯朗的OSM定位图

布鲁凯朗的时区为UTC+01:00、UTC+02:00（夏令时）。

## 行政
布鲁凯朗的邮政编码为33124，INSEE市镇编码为33074。

## 政治
布鲁凯朗所属的省级选区为勒雷奥莱-莱巴斯蒂德县。

## 人口

1962-2008年间布鲁凯朗人口变化图示

布鲁凯朗于2022年1月1日时的人口数量为199人。